# Eimsbüttel (stadsdelsområde)

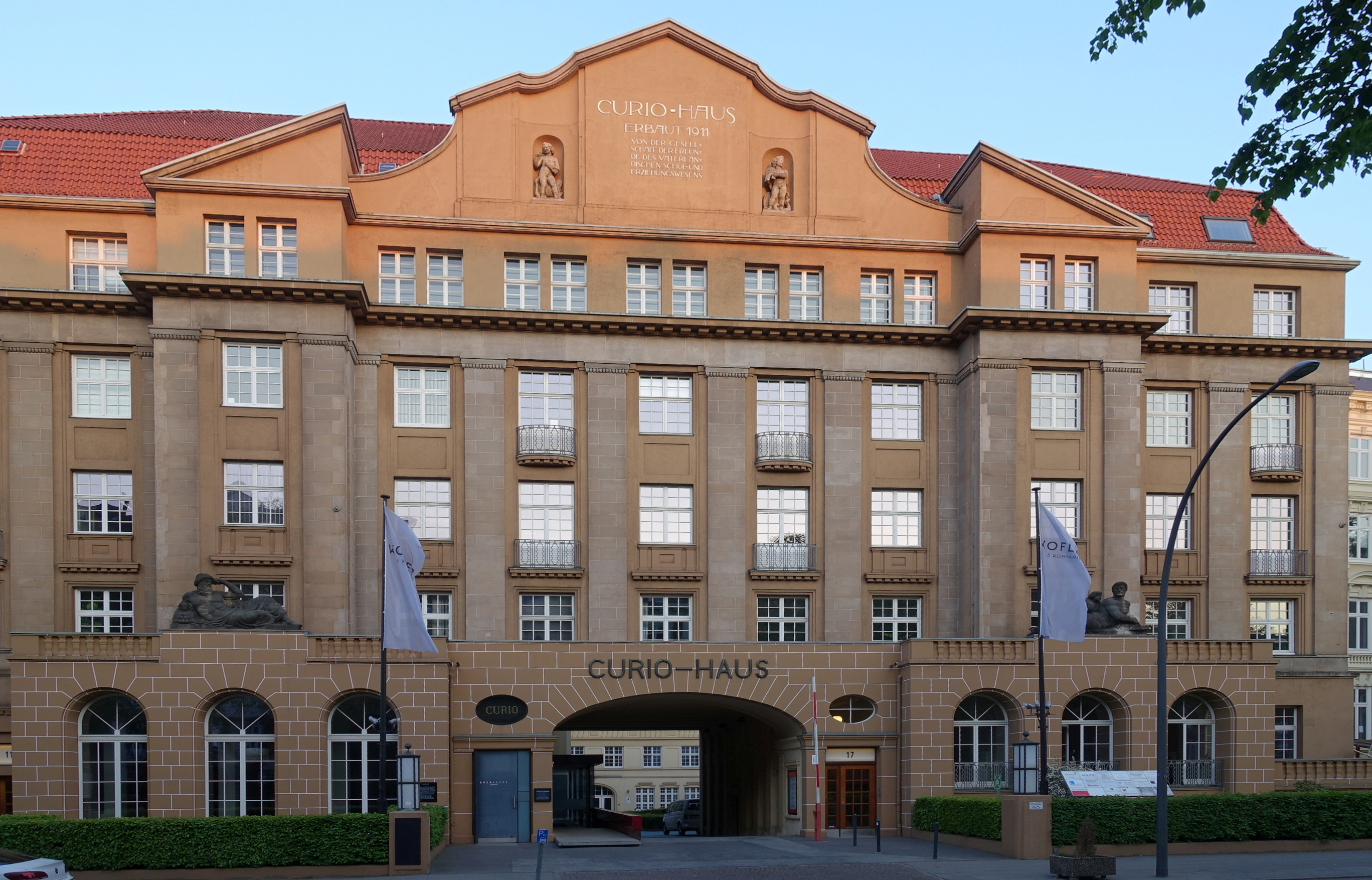
Curiohaus är en kontors- och evenemangsbyggnad, ett socialt centrum i distriktet Eimsbüttel, Hamburg.

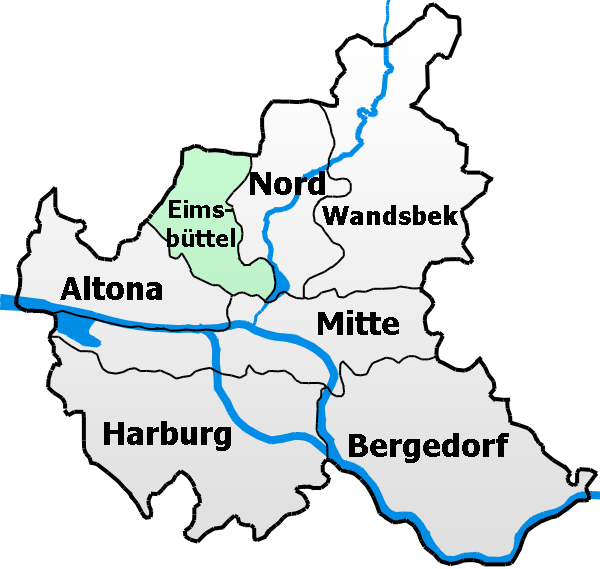
Stadsdelsområde Eimsbüttel i Hamburg

Eimsbüttel  (Bezirk Eimsbüttel) är det mest tätbefolkade stadsdelsområdet i Hamburg. Distriktet Eimsbüttel sträcker sig i västra Hamburg från yttre Alster i staden till delstatsgränsen mot Schleswig-Holstein och består av mycket olika stadsdelar.
Distrikten Hoheluft-West och Eimsbüttel, som också ger distriktet dess namn, har den högsta befolkningstätheten inom distriktet och utgör stadsdelens stadskärna. Stellingen och Lokstedt binder samman urbanitet och stad och perifera områden mot Schleswig-Holstein. Detta distrikt är särskilt attraktivt för familjer. Harvestehude och Rotherbaum, med sina bostadsområden vid Alster och Isebekkanalen, tilltalar ett rikt klientel. Eidelstedt och Schnelsen ligger i längst bort i väster i stadsdelsområdet. Utöver många små- och flerfamiljshus erbjuder stadsdelarna även mycket utrymme för kommersiella ytor.

## Stadsdelar
- Eidelstedt
- Eimsbüttel
- Harvestehude
- Hoheluft-West
- Lokstedt
- Niendorf
- Rotherbaum
- Schnelsen
- Stellingen